# Коросненський повіт (Підкарпатське воєводство)
Коросненський повіт (пол. powiat krośnieński) — один з 21 земських повітів Підкарпатського воєводства Польщі. Утворений 1 січня 1999 року внаслідок адміністративної реформи.

## Загальні дані
Повіт розташовується в південній частині воєводства. Адміністративний центр — місто Коросно (не входить до складу повіту). Станом на 1.01.2008 населення становить 110 270 осіб, площа 925,89 км².

## Демографія
Демографічні дані повіту станом на 30.06.2005:
|       | Всього  | Всього | Жінки  | Жінки | Чоловіки | Чоловіки |
| ----- | ------- | ------ | ------ | ----- | -------- | -------- |
|       | осіб    | %      | осіб   | %     | осіб     | %        |
| Повіт | 109 397 | 100    | 55 869 | 51,1  | 53 528   | 48,9     |
| Міста | 13 246  | 100    | 6923   | 52,3  | 6323     | 47,7     |
| Села  | 96 151  | 100    | 48 946 | 50,9  | 47 205   | 49,1     |

## Адміністративний поділ
У склад повіту входить 10 гмін та 4 міста:
- Гміна Вояшувка
- Гміна Дукля
- Гміна Єдліче
- Гміна Івонич-Здруй
- Гміна Корчина
- Гміна Коростенко-Вижнє
- Гміна Мейсце-П'ястове
- Гміна Риманів
- Гміна Хоркувка
- Гміна Ясліська

Міста:
- Дукля
- Єдличі
- Івонич-Здруй
- Риманів

## Історія
У травні 1947 року під час операції «Вісла» польська армія виселила з Коросненського повіту на приєднані до Польщі північно-західні терени 755 українців. Залишилося 253 невиселених українців, які також підлягали депортації.